# Lagmansting
Lagmansting, ting som hölls under lagmannens ledning och där lagmansrätt dömde. 

## Historik
Ursprungligen hölls dessa ting för hela landskapet och kallades därför i äldre lagarna vanligast landsting. Lagmansting hölls därjämte redan enligt Magnus Erikssons landslag (mitten av 1300-talet) en gång om året i varje härad inom lagsagan. Erik av Pommern föreskrev genom en stadga år 1413, att lagmanstingen skulle ersättas med räfsteting för hela landskapet. Kristoffers landslag av år 1442 bibehöll emellertid lagmanstinget, men förlade det uteslutande till lagsagans härader: det skulle hållas minst en gång om året i vart och ett av dessa. 
Enligt 1614 års rättegångsordinantie inskränktes tiden till vart tredje år. Genom senare bestämmelser bortföll lagmanstingen i de enskilda häraderna, och det föreskrevs blott, att ett lagmansting skulle hållas i lagsagan vart annat (1668 års stadganden) eller varje år (1680 års föreskrift). Enligt 1734 års lag skulle lagmansting i lagsagan hållas en gång om året - i regel mellan den 24 augusti och den 29 september). Tinget skulle pålysas tre månader förut, varjämte Kungl. Maj:ts befallningshavande skulle underrättas om dagen för dess hållande. Vid tinget skulle kronofogde eller länsman vara närvarande.